# Elezioni parlamentari in Finlandia del 1999
Le elezioni parlamentari in Finlandia del 1999 si tennero il 21 marzo per il rinnovo dell'Eduskunta. Esse hanno visto la vittoria del Partito Socialdemocratico Finlandese di Paavo Lipponen, che è stato riconfermato Ministro capo.

## Risultati
| Liste                                | Voti      | %     | Seggi |
| ------------------------------------ | --------- | ----- | ----- |
| Partito Socialdemocratico Finlandese | 612 963   | 22,86 | 51    |
| Partito di Centro Finlandese         | 600 592   | 22,40 | 48    |
| Partito di Coalizione Nazionale      | 563 835   | 21,03 | 46    |
| Alleanza di Sinistra                 | 291 675   | 10,88 | 20    |
| Lega Verde                           | 194 846   | 7,27  | 11    |
| Partito Popolare Svedese             | 137 330   | 5,12  | 11    |
| Lega Cristiana Finlandese            | 111 835   | 4,17  | 10    |
| Gruppo della Riforma                 | 28 549    | 1,06  | 1     |
| Giovani Finlandesi                   | 28 084    | 1,05  | –     |
| Veri Finlandesi                      | 26 440    | 0,99  | 1     |
| Partito Comunista Finlandese         | 20 442    | 0,76  | –     |
| Partito Kirjava                      | 10 378    | 0,39  | –     |
| Partito dell'Indipendenza            | 10 104    | 0,38  | –     |
| Partito dei Pensionati di Finlandia  | 5 451     | 0,20  | –     |
| Liberali                             | 5 194     | 0,19  | –     |
| Altri <5.000 voti                    | 33 573    | 1,25  | 1     |
| Totale                               | 2 681 291 | 100   | 200   |